# Barry Ferguson
Barry Ferguson (Hamilton, Escocia, 2 de febrero de 1978) es un exjugador y entrenador de fútbol escocés.

## Carrera como jugador

### Rangers
Habiendo entrenado con los Rangers desde 1991, Ferguson firmó un contrato profesional al terminar su educación en Brannock High School en 1994. Fue ascendido al primer equipo para la campaña 1996-97. Hizo su debut el último día de esa temporada contra Hearts el 10 de mayo de 1997. Hizo una serie de apariciones esporádicas la temporada siguiente bajo la política del entrenador Walter Smith de facilitarle su incorporación al primer equipo.
Con la llegada de Dick Advocaat al banquillo, en junio de 1998, se convirtió en el capitán del equipo a los 23 años y formó parte del equipo que obtuvo un doblete de Copa de la Liga/Copa de Escocia y, al año siguiente, con Alex McLeish en el banquillo, incluso al triplete.

### Blackburn Rovers
El 29 de agosto de 2003, fue transferido al Blackburn Rovers por un £7,5 millones. Tuvo un comienzo complicado en el club luego de sufrir una grave lesión de rodilla en el mes de diciembre que lo obligó a perderse el resto de la temporada.
A pesar de ser nombrado como capitán del equipo en julio de 2004, en enero de 2005 presentó una solicitud de transferencia por escrito, argumentando que "ningún derbi de Lancashire tendrá jamás el glamour del Old Firm".

### Vuelta al Rangers
Después de mucha discusión entre los clubes, se acordó una tarifa de £4,5 millones y Ferguson se reincorporó a los Rangers justo antes del cierre de la ventana de transferencias. A pesar de una lesión de tobillo que arrastraba, el entrenador Paul Le Guen le quitó el brazalete de capitán el 1 de enero de 2007 y lo dejó fuera del equipo, acusándolo de socavar su autoridad dentro del equipo y de boicotear su proyecto técnico.
Sin embargo, tras la renuncia de Le Guen en enero de 2007, el nuevo entrenador Walter Smith devolvió inmediatamente a Ferguson el brazalete de capitán. El 14 de mayo de 2008, en la final de la Copa de la UEFA perdida ante el Zenit de San Petersburgo, disputó su partido número 400 con el equipo escocés. El 3 de abril de 2009, el club lo despojó de su capitanía y lo suspendió durante dos semanas, sin goce de sueldo, luego de mostrar un comportamiento inadecuado en la derrota de Escocia por 3-0 ante los Países Bajos.

### Birmingham City
El 17 de julio de 2009, Ferguson fue traspasado al Birmingham City por una tarifa no revelada y firmó un contrato por tres años. Hizo su debut en el partido inaugural de la temporada, contra el Manchester United el 15 de agosto de 2009, y su primer gol para el club llegó como el único gol de la repetición de la tercera ronda de la FA Cup contra el Nottingham Forest en enero de 2010. Sus buenas actuaciones lo consagraron con el premio al Jugador del Año del club en su primera temporada.
Asimismo, ayudó al equipo a vencer al Arsenal en la final de la Copa de la Liga 2010-11, a pesar de jugar la última hora del partido con una costilla rota. Durante sus dos temporadas con el Birmingham, realizó más de dos mil pases sin registrar ninguna asistencia.

### Blackpool
Como el Birmingham City necesitaba reducir su masa salarial tras su descenso de la Premier League, Ferguson se unió al Blackpool el 22 de julio de 2011 por una tarifa no revelada. Se le entregó el brazalete de capitán (en reemplazo de Charlie Adam, quien había partido hacia Liverpool) para el partido inaugural contra el Hull City el 5 de agosto. A finales de octubre de 2012, después de un enfrentamiento con el presidente Karl Oyston, fue obligado a entrenar con el equipo juvenil y posteriormente se marchó a jugar a otro club del fútbol inglés.
En noviembre de 2012, recibió una llamada de Micky Mellon para incorporarse al Fleetwood Town hasta finales de ese año. El 20 de febrero de 2013, regresó al primer equipo del Blackpool en el primer partido a cargo de Paul Ince. El 21 de enero de 2014, asumió como entrenador interino del club hasta el final de la temporada. Aunque el equipo ganó solo tres de sus veinte partidos, evitó el descenso por dos puntos y abandonaría su cargo al término de la campaña.

## Selección nacional
Ferguson hizo su debut con la selección de Escocia en un encuentro internacional contra Lituania el 5 de septiembre de 1998. Además, fue nombrado capitán del seleccionado en 2004 por el entonces entrenador Berti Vogts, tras la retirada de Paul Lambert. El 3 de abril de 2009, se le prohibió volver a representar al país tras graves infracciones a la disciplina del equipo.
Tras la destitución de George Burley como entrenador de Escocia, el director ejecutivo de la SFA, Gordon Smith, confirmó que el nuevo técnico sería libre de elegirlo si así lo deseaba. Sin embargo, el 6 de julio de 2010, le confirmó a Craig Levein que su etapa en el seleccionado escocés había finalizado ya que deseaba centrarse en el fútbol de clubes. En total, disputó 45 partidos y marcó tres goles.

## Carrera como entrenador

### Clyde
Luego de una etapa como técnico del Blackpool, Ferguson asumió como jugador-entrenador del Clyde en junio de 2014. En junio de 2015, anunció su retiro como futbolista profesional, aunque permaneció a cargo del equipo escocés. A pesar de haber estado cerca del ascenso en la temporada 2015-16, sus últimos meses en el club obtuvo resultados irregulares que lo llevaron a presentar su renuncia al cargo en febrero de 2017.

### Kelty Hearts
El 18 de octubre de 2018, fue anunciado como entrenador del Kelty Hearts. Durante su etapa, guio al club a la SPFL por primera vez en su historia cuando vencieron al Brechin City en los play-offs de la Scottish League Two al final de la campaña 2020-21 y le puso fin a la etapa de 67 años del Brechin City en las ligas mayores. Un día después de que terminaran los play-offs, dejó su cargo.

### Alloa Athletic
En mayo de 2021, asumió al frente del Alloa Athletic. Sin embargo, presentó su renuncia en febrero de 2022 después de una serie de malos resultados.

### Rangers
El 24 de febrero de 2025, fue oficializado como técnico del Rangers hasta el final de la temporada.

## Clubes

### Como jugador
| Club                    | País       | Año       |
| ----------------------- | ---------- | --------- |
| Rangers                 | Escocia    | 1997-2003 |
| Blackburn Rovers        | Inglaterra | 2003-2005 |
| Rangers                 | Escocia    | 2005-2009 |
| Birmingham City         | Inglaterra | 2009-2011 |
| Blackpool               | Inglaterra | 2011-2014 |
| Fleetwood Town (cedido) | Inglaterra | 2012      |
| Clyde                   | Escocia    | 2014-2015 |

### Como entrenador
| Club           | País       | Año       |
| -------------- | ---------- | --------- |
| Blackpool      | Inglaterra | 2014      |
| Clyde          | Escocia    | 2014-2017 |
| Kelty Hearts   | Escocia    | 2018-2021 |
| Alloa Athletic | Escocia    | 2021-2022 |
| Rangers        | Escocia    | 2025      |

## Palmarés

### Como jugador

#### Campeonatos nacionales
| Título          | Club            | País       | Año     |
| --------------- | --------------- | ---------- | ------- |
| Copa de la Liga | Rangers         | Escocia    | 1998-99 |
| Premier League  | Rangers         | Escocia    | 1998-99 |
| Premier League  | Rangers         | Escocia    | 1999-00 |
| Copa de Escocia | Rangers         | Escocia    | 1999-00 |
| Copa de la Liga | Rangers         | Escocia    | 2001-02 |
| Copa de Escocia | Rangers         | Escocia    | 2001-02 |
| Copa de la Liga | Rangers         | Escocia    | 2002-03 |
| Premier League  | Rangers         | Escocia    | 2002-03 |
| Copa de Escocia | Rangers         | Escocia    | 2002-03 |
| Copa de la Liga | Rangers         | Escocia    | 2004-05 |
| Premier League  | Rangers         | Escocia    | 2004-05 |
| Copa de la Liga | Rangers         | Escocia    | 2007-08 |
| Copa de Escocia | Rangers         | Escocia    | 2007-08 |
| Premier League  | Rangers         | Escocia    | 2008-09 |
| Copa de Escocia | Rangers         | Escocia    | 2008-09 |
| Copa de la Liga | Birmingham City | Inglaterra | 2010-11 |